# Бальдомеро Еспартеро
Хоакін Бальдомеро Фернандес-Еспартеро Альварес де Торо, 1-й принц Бергарський (ісп. Joaquín Baldomero Fernández-Espartero Álvarez de Toro; 27 жовтня 1793 — 8 січня 1879) — іспанський військовик, державний і політичний діяч, тричі очолював уряд країни, регент при малолітній Ізабеллі II від 1840 до 1843 року.

## Кар'єра
У 15-річному віці брав участь у війні проти французів. У 1815—1823 роках у лавах іспанської армії бився проти повсталих південноамериканських колоній. Після повернення на батьківщину отримав звання генерала.
Під час Першої карлістської війни 1833—1840 років командував урядовими військами у Біскайї, був головнокомандувачем Північної армії й генерал-капітаном Баскських провінцій.
Вперше очолив уряд у серпні 1837 року, але той його кабінет проіснував лише два місяці. У вересні 1840 року за підтримки революційних хунт вдруге став головою Ради міністрів, а в травні 1841 року Кортеси обрали його одноосібним регентом королівства. У липні 1843 року спалахнув військовий заколот, в результаті якого владу Еспартеро було повалено. Після цього він виїхав в еміграцію в Англію (до 1848).
Втретє Еспартеро було доручено сформувати кабінет 1854 року. Після відставки у липні 1856 року відійшов від політичного життя країни, хоч після вигнання 1868 року королеви Ізабелли неодноразово піднімалось питання про обрання його на іспанський престол.